# (73386) 2002 LU9
(73386) 2002 LU9 – planetoida z pasa głównego asteroid okrążająca Słońce w ciągu 4,58 lat w średniej odległości 2,76 j.a. Odkryta 5 czerwca 2002 roku.